# Bloody Nose Ridge
Bloody Nose Ridge est une chaîne de collines occupant la côte nord-ouest de l’île de Peleliu dans l'État du même nom aux Palaos.

## Géographie
Elle est divisée en deux chaînons principaux : les monts Umurbrogol et les monts Kamilianlul ; et un petit chaînon : Boyd Ridge.
Les monts principaux sont :
- le Rois Kar, point culminant de l’État avec ses 75 mètres ;
- les Five Brothers, à 60 mètres d'altitude ;
- le Ngedechelabed, à 55 mètres d'altitude ;
- la Hill 80, à 24,4 mètres d'altitude ;
- la Hill B ;
- le Rois Omleblochel, à 10 mètres d'altitude.

Entre la Hill 80 et le reste de la chaîne de collines se trouve un « col » appelé Roiseaur.

## Climat
Le climat est tropical. La température moyenne est de 23 °C. Le mois le plus chaud est janvier avec une moyenne de 24 °C et le mois le plus froid est février avec une moyenne de 22 °C. Le pluviométrie s'élève à 4 356 millimètres par an. Le mois le plus pluvieux est le mois de juin, avec 605 millimètres, et le mois le moins pluvieux est le mois de mars, avec 204 millimètres.

## Sources
- (ceb) Cet article est partiellement ou en totalité issu de l’article de Wikipédia en cebuano intitulé « Rois Kar » (voir la liste des auteurs).